# K for klods
K for klods er en dansk dokumentarfilm fra 1968, der er instrueret af Bent Barfod efter manuskript af ham selv, Finn Methling og Kjeld Simonsen.

## Handling
Et af menneskets særkender er dets evne til at skabe symboler. Selve symbolets udseende er vel ret tilfældigt, det er, hvad den enkelte lægger i det, der har værdi. Derfor har filmen valgt en klods som fællesnævner for alle symboler. Den falbydes af Minotaurus til alle, som kommer i livets labyrint og skaber både andagt og munterhed, sorg og glæde på en såre uhøjtidelig måde.